# Ламбеска къща
Ламбеската къща (на македонска литературна норма: Ламбеска куќа) е възрожденска къща в град Охрид, Северна Македония. Сградата е обявена за значимо културно наследство на Република Македония.

## История
Къщата е разположена във Вароша, на улица „Цар Самуил“ № 42. Построена е в XIX век и е сред няколкото напълно запазени оригинални възрожденски къщи в Охрид. Била е собственост на Борис Ламбески.

## Архитектура
Къщата е последна в низа къщи на Болничката махала и има характерен вход през пасаж – темница. Западната фасада на къщата гледа към дворно място. Състои се от високо каменно приземие и два етажа с дървена паянтова конструкция. На приземието са стопанските помещения – избата, лятната кухня, санитарният възел и единичните дървени стълби нагоре. На първия етаж е била зимната кухня, чардакът и една одая, а на втория имало само една одая и малък чардак. На приземието и първия етаж е имало зидани огнища, а на първия етаж и вграден долап. Оригинално къщата е имало еркерно издаване на етажите, което по-късно е премахнато.